# Pingasa perfectaria
Pingasa perfectaria là một loài bướm đêm trong họ Geometridae.